# 中山八站
中山八站是廣州地鐵5號線和11號線的换乘車站，位於中國廣東省广州市荔灣區中山八路南岸路口東北側，中山八路交通换乘枢纽的地底。該站於2009年12月28日随5号线首期通车而啟用，2024年12月28日随11号线通车而成为换乘车站。

## 车站结构
中山八站分为5号线和11号线两个平行的站体，站体间通过换乘接口连接。车站周边为中山八路及中山八路交通换乘枢纽等建筑。

### 5号线站体
5号线站体共有三層，地面为车站各出入口，地下一層為站廳层，地下二層為設備層，地下三層為5號綫月台。
| 地下一层 | 5号线站廳 | 售票機、客服中心、商店、警务室、安检设施 前往 █11号线 |  |  |
| 地下二层 | 设备区    | 车站设备                                              |  |  |
| 地下三层 | 2 站台    | █5号线 滘口方向（下站：坦尾）                         |  |  |
|          | 岛式站台  |                                                       |  |  |
|          | 1 站台    | █5号线 黄埔新港方向（下站：西场）                     |  |  |

### 11号线站体
11号线站体共有五層，其中地下一層為站廳层，地下二至四層為转换層及设备区，地下五層為11號綫月台。11号线站体与其上方的中山八路交通换乘枢纽工程同步建设。
本站的卫生间及母婴室设于地下三层转换平台处。
| 地下一层 | 11号线站廳 | 售票機、客服中心、商店、警务室、安检设施 前往 █5号线 |  |  |
| 地下二层 | 转换平台   | 来往站厅及站台 车站设备                              |  |  |
| 地下三层 | 转换平台   | 来往站厅及站台 卫生间、母婴室、车站设备              |  |  |
| 地下四层 | 转换平台   | 来往站厅及站台 车站设备                              |  |  |
| 地下五层 | 3 站台     | █11号线 外环方向（下站：如意坊）                     |  |  |
|          | 岛式站台   |                                                      |  |  |
|          | 4 站台     | █11号线 内环方向（下站：彩虹桥）                     |  |  |

### 站厅
中山八站站厅目前分为5号线部分和11号线两个部分，均位于地下一层，两个站厅的付费区和非付费区均通过联络接口连接，其中非付费区接口设于A出入口通道处。为方便行人进出及换乘，站厅层内侧被划分为收费区，外围则为非付费区。
5号线站厅付费区设有三台扶手电梯、一组楼梯和一台专用电梯连接5号线月台，11号线站厅付费区至地下二、三、四层转换平台和地下五层站台之间设有多条扶手电梯以及楼梯分别连接各层，因车站设计限制，11号线无法设置直達站厅及月台的升降机，只能分開設置两台升降机，乘客往来站厅与站台之间只能先乘坐升降機至地下四层的转换平台后再转乘另一部升降机。
5号线和11号线站厅均設有自动售票機及智能客務中心。另设有便利店、自动售卖机以及自动照相机等。

### 换乘

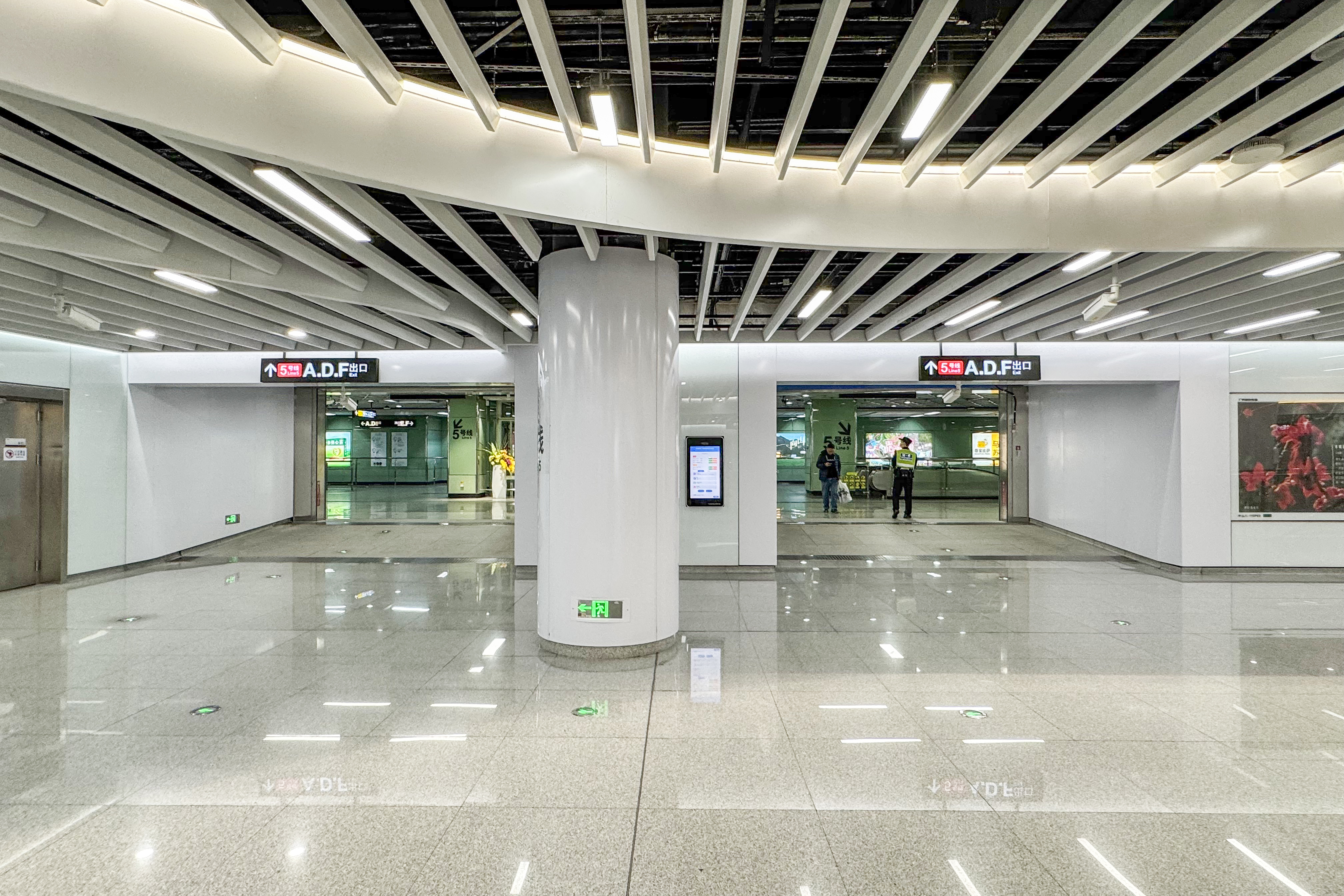
11号线站厅付费区内通往5号线站厅的联络接口

5号线在建设时未对11号线作出预留。11号线建设初期，地铁方计划在5号线站台处增设扶梯，使得除经站厅换乘外，乘客还可直接前往11号线站体位于地下四层的转换层，再从该处下至11号线站台。惟5号线站台的换乘扶梯因故未能实施，现时在两线间换乘需通过两线站厅及之间的联络接口进行换乘。

### 月台

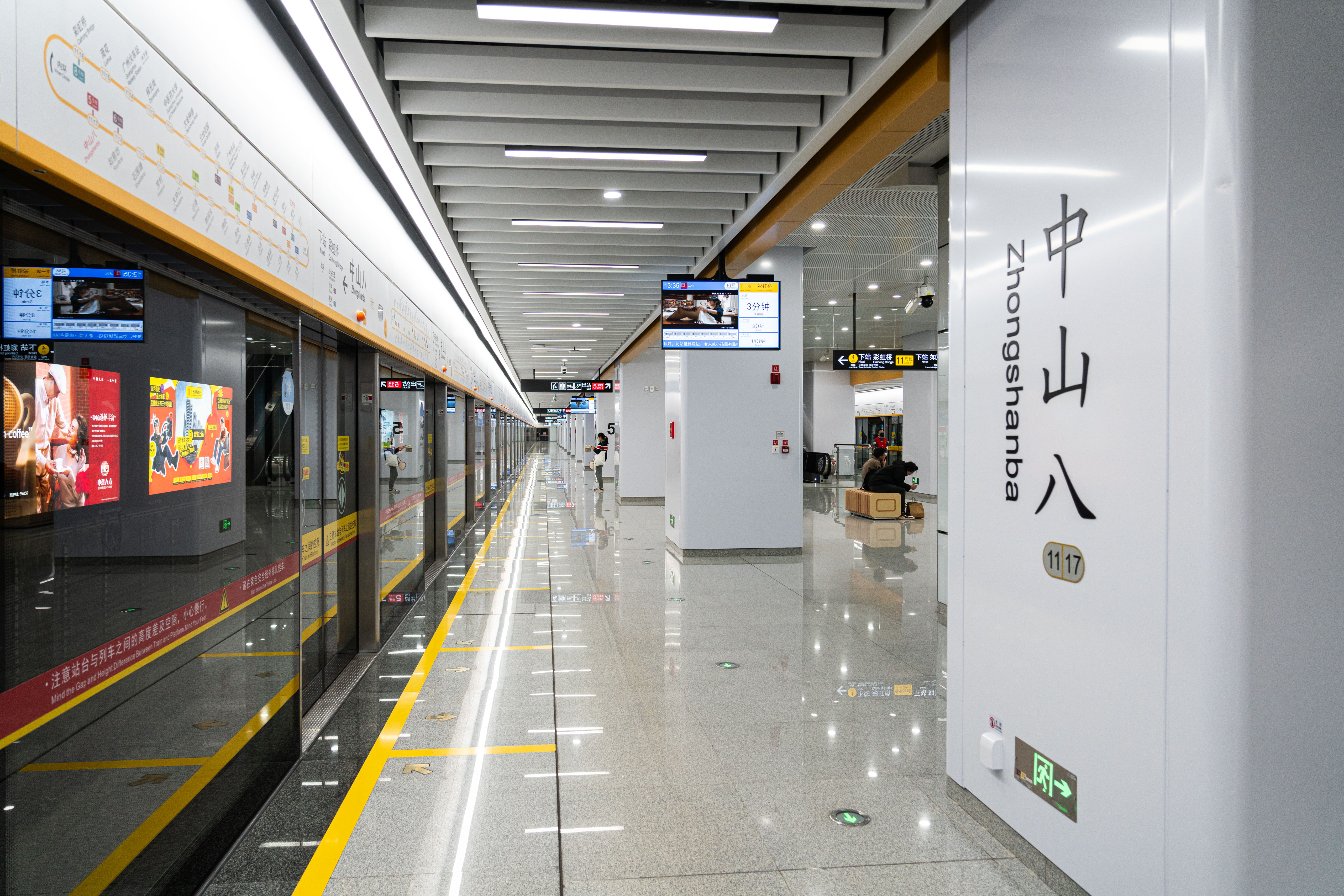
4号站台

中山八站5号线和11号线各自设有一个岛式月台，皆位于中山八路交通換乘樞紐及附近道路旁的地底。其中5号线在上层，11号线在下层。
站线配置方面，本站5号线月台在往西场方向的一端设有一条存车线，供5號綫停放备用列車，同时在緊急情況下，或者受台风来袭等恶劣天气影响需要而停运露天段時使用此存車線折返，以本站為臨時總站。11号线月台则在往彩虹桥方向的一端設置一條單渡線。

### 出入口
中山八站现时设有4个出入口供乘客进出，其中三個位於中山八路北側；一個位於中山八路南側。
另外，车站在开通初期原本设有B出入口，后期因11号线的施工而关闭并同步拆除。11号线车站部分启用后，另新增E出入口。
|                                           |                                                       |      |          |                                                                  |
|                                           |                                                       |      |          |                                                                  |
| 编号                                      | 设施                                                  | 照片 | 出口指示 | 建议前往的目的地                                                 |
| A                                         | 扶手电梯标志                                          |      | 中山八路 | 黄沙大道、泮塘村、荔灣湖公園、仁威祖庙、中山八路公交车站（東行） |
| D                                         | 盲道标志 · 扶手电梯标志                               |      | 中山八路 | 南岸路、青年公園、中山八路交通枢纽、中山八路公交车站（西行）     |
| E                                         | 盲道标志 · 升降机标志 · 无障碍通道标志 · 扶手电梯标志 |      | 新虹街   | 中山八路交通枢纽、中山八路公交总站                               |
| F                                         | 盲道标志 · 无障碍通道标志                             |      | 中山八路 | 中山八路交通枢纽                                                 |
| 註： 設有 \| 設有 \| 設有 \| 設有扶手電梯 |                                                       |      |          |                                                                  |

## 接驳交通
| 编号 | 编号        | 线路               | 线路 | 线路                       | 收费 | 备注                                        |
| ---- | ----------- | ------------------ | ---- | -------------------------- | ---- | ------------------------------------------- |
|      | 8           | 中山八路           | ⇆    | 逸景翠园                   | 2元  |                                             |
|      | 9           | 中山八路           | ⇆    | 沥滘                       | 2元  | 经内环路、工业大道                          |
|      | 82          | 中山八路           | ⇆    | 沥滘                       | 2元  | 经江南大道、东晓南路                        |
|      | 104         | 海印桥             | ⇆    | 中山八路                   | 2元  | 使用无轨电车运营                            |
|      | 107         | 花城广场西         | ⇆    | 中山八路                   | 2元  | 使用无轨电车或纯电动汽车运营                |
|      | 109         | 中山八路           | ↺    | 横枝岗路口（广医肿瘤医院） | 2元  | 使用无轨电车运营                            |
|      | 广132       | （佛山）白天鹅花园 | ⇆    | （广州）中山八路           | 2元  |                                             |
|      | 133         | 中山八路           | ⇆    | 龙口西（穗园小区）         | 2元  |                                             |
|      | 204         | 中山八路           | ⇆    | 珠江帝景苑                 | 2元  | 经东风路                                    |
|      | 208         | 中山八路           | ⇆    | 大塘西（敦和）             | 2元  |                                             |
|      | 250         | 石榴岗             | ⇆    | 中山八路                   | 3元  | 经宝岗大道、新港西路                        |
|      | 413         | 中山八路           | ↺    | 陈家祠                     | 2元  |                                             |
|      | 旅游公交2线 | 中山八路           | ⇆    | 珠江帝景苑                 | 2元  | 经沿江路                                    |
|      | 夜6         | 中山八路           | ⇆    | 新滘东路（龙潭村）         | 3元  | 8路附属线路                                 |
|      | 夜33        | 石榴岗             | ⇆    | 中山八路                   | 4元  | 经江南大道、东晓南路 82路附属线路           |
|      | 夜37        | 江海大道中         | ⇆    | 中山八路                   | 3元  | 270路附属线路                               |
|      | 广夜58      | （佛山）沙面新城   | ⇆    | （广州）中山八路           | 3元  | 广132路附属线路                             |
|      | 夜78        | 广州火车东站       | ⇆    | 中山八路                   | 3元  | 107路附属线路，使用无轨电车或纯电动汽车运营 |

| 编号 | 编号        | 线路                                 | 线路                 | 线路                       | 收费                 | 备注                 |
| ---- | ----------- | ------------------------------------ | -------------------- | -------------------------- | -------------------- | -------------------- |
|      | 17          | 德星路（上下九步行街）               | ⇆                    | 凰岗（锦东服装城）         | 2元                  |                      |
|      | 25          | 昌岗路                               | ⇆                    | 大坦沙（市1中）            | 2元                  |                      |
|      | 52          | 南漖（立白科技园）                   | ⇆                    | 广州火车站（草暖公园）     | 3元                  |                      |
|      | 61          | 滘口客运站                           | ↻                    | 上下九步行街               | 2元                  |                      |
|      | 105         | 黄沙                                 | ⇆                    | 棠安路                     | 2元                  | 使用无轨电车运营     |
|      | 124         | 云苑新村                             | ⇆                    | 滘口客运站                 | 2元                  |                      |
|      | 128         | 珠岛花园                             | ⇆                    | 海印桥                     | 2元                  |                      |
|      | 193         | 广卫路                               | ⇆                    | 汾水小区                   | 2元                  |                      |
|      | 广205       | （广州）康王路（上下九）             | ⇆                    | （佛山）白沙（中海金沙湾） | 2元                  |                      |
|      | 207         | 广州花卉博览园（东西部扶贫交易市场） | ⇆                    | 恒宝广场                   | 2元                  |                      |
|      | 233         | 滘口客运站                           | ⇆                    | 广州火车东站               | 2元                  |                      |
|      | 广260       | （广州）站南路                       | ⇆                    | （佛山）穗盐路（雍景豪园） | 2元                  |                      |
|      | 广275       | （广州）解放北路（应元路口）         | ⇆                    | （佛山）平洲（富丰君御）   | 3元                  |                      |
|      | 广286       | （广州）广卫路                       | ⇆                    | （佛山）黄岐第一城         | 2元                  |                      |
|      | 413         | 中山八路                             | ↺                    | 陈家祠                     | 2元                  |                      |
|      | 555         | 大坦沙（市1中）                      | ⇆                    | 白云文化广场               | 2元                  |                      |
|      | 广885       | （佛山）白沙（中海金沙湾）           | ↻                    | （广州）泮塘               | 2元                  |                      |
|      | 旅游公交1线 | 中山八路                             | ⇆                    | 云台花园                   | 2元                  |                      |
|      | 夜2         | 陈家祠（中山七路）                   | ⇆                    | 石潭西路口                 | 3元                  | 17路附属线路         |
|      | 夜11        | 芳村西塱                             | ⇆                    | 广州火车站（草暖公园）     | 3元                  | 19路附属线路         |
|      | 夜27        | 车陂                                 | ⇆                    | 滘口客运站                 | 4元                  | 124路附属线路        |
|      | 夜31        | 珠岛花园                             | ⇆                    | 海印桥                     | 3元                  | 128路附属线路        |
|      | 夜59        | 机务段                               | ↺                    | 中山八路                   | 3元                  | 486路附属线路        |
|      | 夜95        | 大坦沙（市1中）                      | ⇆                    | 南方医院                   | 4元                  | 832路附属线路        |
|      | 夜99        | 康王路（上下九）                     | ⇆                    | 大坦沙（市1中）            | 3元                  |                      |
|      | 夜127       | 已于2025年5月1日停办                 | 已于2025年5月1日停办 | 已于2025年5月1日停办       | 已于2025年5月1日停办 | 已于2025年5月1日停办 |

## 利用狀況
本站上方為中山八路公交總站，亦鄰近廣佛汽車站，因而有不少乘客通過公路客運到達本站轉乘地鐵，前往廣州各區。同時本站鄰近服裝批發市場，亦靠近荔灣湖公園北門、泮塘及附近民居，因此本站全天客流不俗，但很少出現人潮。

## 歷史

### 规划
本站最早出現在1997年的《廣州市城市快速軌道交通線網規劃研究（最終報告）》中，是當時的方案B中5號線（環線）的一個車站，設於荔灣湖公園附近的中山八路上，称为中山八路站。後來在2003年規劃中，本站確定為現5號線的其中一站，并在随后更名为中山八站。再於2008年的方案中，新增的大環線亦經過本站，與5號線交匯。環線最终在2010方案中成為現時11號線（特大環線），仍於本站與5號線交匯。

### 建设

#### 5号线
2006年，5號線全線動工。2007年12月，本站封頂。2009年12月28日，本站随5号线开通而启用。车站开通初期仅有一个D口，B口在不久后开通。位于中山八路南侧的A口因征地问题延至2013年9月开工，2016年初启用。2019年，本站再开通F口；而B口为配合11号线施工，于2019年8月8日起封闭。

#### 11号线
2014年，11号线开展建设前期勘察钻探施工，同年8月28日上午9时53分许，5号线一辆文冲方向的列车驶出本站后，地铁隧道上方突然有异物砸中列车车头，所幸未造成人员伤亡。地铁公司调整5号线行车方案并组织公交接驳，后于当日中午12时08分恢复正常服务。地铁公司后证实，11号线勘察钻探施工单位在未经许可的情况下，擅自更改钻探孔位置，导致该区间隧道被凿穿。
2017年4月下旬，11号线车站部分正式动工建设。为配合车站建设，五号线站厅层在6月10日至8月10日进行临时改造。随后在次年8月8日，地铁方面封闭B口，以配合换乘通道的建设。2023年12月9日，5号线站厅通道部分区域亦封闭，以配合11号线站厅的接入工程。2024年7月初，11号线车站完成“三权”移交。
2024年12月28日，11号线开通，本站成为换乘车站。

### 运营事件
受疫情防控措施影响，本站于2022年11月9日9时至11月14日12时暂时关闭。